# Tom McDermott
Tom McDermott est un pianiste et compositeur américain né à Saint Louis dans le Missouri en 1957.
Il commence le piano à l'âge de six ans et devient musicien professionnel à seize ans. Il obtient en 1982 un diplôme Master de musique à l'université Washington de Saint Louis. Il se déplace ensuite à La Nouvelle-Orléans pour y jouer des styles de musique associés à cette ville comme le jazz de Dixieland et le ragtime.
McDermott est aussi un journaliste, écrivant principalement sur la musique et les nombreux voyages qu'il fait.
Il apparaît dans la série HBO Treme de David Simon ainsi que dans la bande originale.

## Discographie
Comme leader :
- All the Keys and Then Some (STR; reissued in 2008 by Parnassus)
- Louisanthology (STR)
- The Crave (STR)
- Danza (with clarinetist Evan Christopher; STR)
- Choro do Norte (STR)
- Live in Paris (STR)
- Creole Nocturne (with cornetist Connie Jones; Arbors)
- New Orleans Duets (Rabadash)
- Almost Native (with/Evan Christopher) (Threadheads)

Comme sideman :
- New Orleans Nightcrawlers (Rounder)
- New Orleans Nightcrawlers: Funknicity (Rounder)
- New Orleans Nightcrawlers: Live at the Old Point
- Tim Laughlin: Isle of Orleans
- Kevin Clark: New Orleans Jazz Brunch
- Matt Perrine: Sunflower City
- Irma Thomas: Simply Grand (Rounder)